# Звуковой сервер
Звуковой сервер — программное обеспечение, которое управляет использованием аудиоустройств и доступом к ним. Обычно он выполняется в качестве фонового процесса.

## Звуковой сервер в операционной системе

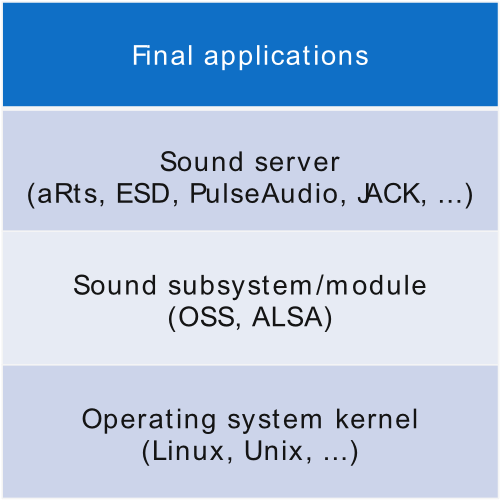
Описание уровней, в которых используется Звуковой сервер.

В Unix-подобных операционных системах звуковой сервер смешивает различные потоки данных и посылает единый унифицированный аудиосигнал на устройство вывода. Смикширование обычно выполняется программным или аппаратным обеспечением, если это поддерживает звуковая карта.

### Уровни
- Приложения (например mp3 player, web video)
- Звуковой сервер (например aRts, ESD, JACK, PulseAudio)
- Звуковая подсистема (описывается как модули ядра или драйвера; например OSS, ALSA)
- Ядро операционной системы (например Linux, Unix)

### Роль
Звуковые серверы появились в Unix-подобных операционных системах после распознавания ограничений в Open Sound System. OSS — это базовый звуковой интерфейс, который был неспособен воспроизводить несколько потоков одновременно, работать с несколькими звуковыми картами или передавать потоковое звучание по сети.
Звуковой сервер может обеспечить эти возможности, запустившись в качестве демона. Он принимает вызовы от различных программ и потоков звука, микширует потоки и отправляет необработанное аудио на аудиоустройство.
С помощью звукового сервера пользователи также могут настраивать глобальные и индивидуальные настройки звука для каждого приложения.

## Список звуковых серверов
- aRts
- Enlightened Sound Daemon
- JACK
- Network Audio System
- PipeWire
- PulseAudio
- sndio[англ.] — аудио и MIDI фреймворк в OpenBSD

### Потоковое вещания
- Icecast
- SHOUTcast